# Министър-председател на Русия
Министър-председателят или официално Председателят на Правителството на Руската федерация, в съответсвие с член 24 от „Федералния конституционен закон за правителството на Руската федерация“, оглавява Правителството на Руската федерация, определя основните му направления на дейност и организира работата му.
Длъжността Министър-председател е втората по важност длъжност в държавата след тази на Президента.
В съответствие с член 83 от Конституцията, Президентът има право да председателства заседанията на правителството, въпреки че не е негов член. Освен това, съгласно член 32 от Закона ръководи дейностите на федералните органи на изпълнителната власт, които отговарят за отбраната, сигурността, вътрешните работи, външната политика, извънредните ситуации, бедствия и аварии, въпреки че някои от ръководителите на съответните ведомства (Министерство на Външните работи, Министерство на вътрешните работи и др.) са включени в правителството.
Често неформално се използват понятията министър-председател и премиер-министър, но в Конституцията на РФ такива названия отсъстват.
Редът за назначаване, пълномощията и задълженията на Председателя на Правителството е са определни в глава 6, членове 110 – 117
От 11 май 2024 г. министър-председател на Русия е Михаил Мишустин.

## Пълномощия
Съгласно „Федералния конституционен закон за правителството на Руската федерация“ и Регламента на Правителството на Руската федерация, Председателят на Правителството има следните функции:
- определя, в съответствие с конституцията, федералните конституционни закони, федералните закони и указите на Президента основните направления на дейност на правителството;
- представя пред Президента предложения за структурата на федералните органи на изпълнителната власт, за назначаване или освобождаване от длъжност на Заместник-Председателите на Правителството (Вицепремиери) и федералните министри, за налагане на дисциплинарни санкции върху тях или поощряването им;
- представлява правителството в страната и извън нея;
- организира работата на правителството и води неговите заседания, като има решаващ глас при взимане на решения;
- систематично провежда заседания с членовете на правителството, ръководителите на федералните служби и други федерални органи на изпълнителната власт, органите и организациите в рамките на правителството, на които възлага програми и планове за дейност, по поръчение от Президента, взима решение по оперативни въпроси;
- подписва нормативни актове на правителството (постановления и разпореждания);
- разпределя задълженията между членовете на правителството;
- систематично информира Президента за работата на правителството;

Председателят по длъжност влиза в:
- Съвет за сигурност на Руската федерация;
- Съвета на правителствените ръководители на ОНД;
- Висшия държавен съвет на Съюзна държава Русия и Беларус;
- Съвета на правителствените ръководители на Шанхайската организация за сътрудничество;
- Междудържавен съвет на Евразийското икономическо съобщество;

В случай, че Президентът на Руската федерация не може да изпълнява задълженията си, те се поемат от министър-председателя. Временно изпълняващият длъжността Президент на РФ няма право да разпуска Държавната дума, да насрочва референдум, да внася поправки и да подлага на обсъждане положенията в Конституцията.

## Ред за назначаване и освобождаване от длъжност
Председателят на Правителството се назаначава от Президента със съгласието на Държавната дума.
Кандидат за поста Председател на Правителството може да бъде само руски гражданин, който няма други чужди гражданства.
Предложение за кадидатура за Председател на Правителството се внася не по-късно от две седмици след встъпване в длъжност на новоизбрания Президент или от оставката на предишния министър-председател, или не по-късно от една седмица след отхвърляне от Държавната дума на предишна кандидатура.
Държавната дума разглежда предложената от Президента кандидатура до една седмица от деня на внасянето ѝ.
След трикратно отхвърляне на предложена кандидатура, Президентът назначава Председател на Правителството, разпуска Държавната дума и назначава нови избори. Държавната дума не може да бъде разпусната на това основание само в последните 6 месеца от мандата на Президента или по време на военно или извънредно положение в държавата, а също и при инициирана от Държавната дума процедура по импийчмънт.
Конституцията не предвижда освобождаване от длъжност само на министър-председателя – Президентът взима решение за освобождаване на цялото правителство. Председателят на Правителството се освобождава от длъжност, което довежда до оставка на цялото правителство, по следните причини:
- ако сам е депозирал оставката си;
- в случай на невъзможност да изпълнява пълномощията си на Председател на Правителството (Законът не уточнява в какво се изразява невъзможността, като оставя тълкуването ѝ на Президента).

Съгласно чл. 35 от Закона Президентът има право да вземе решение за оставка на правителството в случай на гласуван вот на недоверие от Държавната дума.
Председателят на Правителството може самостоятелно да постави гласуване на вот на доверие пред Държавната дума. Ако след гласуване Държавната дума отхвърли вота на доверие, Президентът е длъжен в седем дневен срок да вземе решение за оставка на правителството или за разпускане на Държавната дума и назначаване на нови избори, като не може да се разпуска на това основание в течение на една година от последните избори. .
Президентът уведомява Съвета на Федерацията и Държавната дума за освобождаването от длъжност на Председателя на Правитеството в деня на взимане на решнието.

## Забележки
1. 1 2 3 4  Федерален конституционен закон за Правителството на Руската федерация
2. ↑    Глава 6 от Конституцията на Руската федерация
3. ↑  Чл. 111, от Конситуцията на РФ
4. ↑  Глава 4, чл.83 от Конституцията на РФ
5. ↑  Глава 6, чл.117 от Конституцията на РФ